# 蒲郡市消防本部
蒲郡市消防本部（がまごおりししょうぼうほんぶ）は、愛知県蒲郡市の消防部局（消防本部）。管轄区域は蒲郡市全域。

## 概要
- 消防本部：愛知県蒲郡市水竹町下沖田25
- 管内面積：56.81km2
- 管内人口：83,717人（外国人登録含む）
- 管内世帯数：29,710世帯（外国人登録含む）
- 職員定数：112人
- 消防署1カ所、出張所2カ所

2010年（平成22年）4月1日現在

## 組織
- 消防本部 - 総務課、全国繰法支援対策室、予防課、消防署
- 消防団（第一分団から第九分団）

## 消防署
- 蒲郡市消防本部・蒲郡市消防署
  - 蒲郡市水竹町下沖田25[1]

2010年（平成22年）3月1日竣工、鉄筋コンクリート造一部鉄骨（4階建）
国道247号中央バイパス建設に伴い、神ノ郷町山添71番1号から移転
旧庁舎 1975年（昭和50年）11月1日竣工、鉄筋コンクリート造（3階建）
- 東部出張所
  - 蒲郡市三谷町東2丁目222番地[1]

北緯34度48分56.2秒 東経137度15分24秒 / 北緯34.815611度 東経137.25667度
1969年（昭和44年）5月15日竣工、鉄筋コンクリート造一部鉄骨（2階建）
- 蒲郡消防署西部出張所
  - 蒲郡市形原町中戸甫井19番1号

北緯34度47分30.5秒 東経137度10分53.1秒 / 北緯34.791806度 東経137.181417度
1966年（昭和41年）12月20日竣工、鉄筋コンクリート造（2階建）

## 消防団
- 消防団員：362人
- ポンプ自動車：3台
- 可搬式ポンプ：24台

## 車両配置
- 消防本部
  - 指令車：1台 - トヨタ自動車・クラウン
  - 広報車：1台 - トヨタ自動車・カルディナ
  - 査察車：2台 - トヨタ自動車・カルディナ
  - 積載車：1台 - マツダ（キャブオーバー）
  - 連絡車：1台 - スズキ（軽自動車）

- 消防署
  - 指揮車：2台 - 日産キャラバン、トヨタ自動車ハイエース
  - 消防ポンプ自動車：1台 - 三菱自動車
  - はしご付消防ポンプ自動車：1台 - 三菱自動車（35m）
  - 水槽付消防ポンプ自動車：1台 - 日野自動車（1500L）
  - 大型水槽車：1台 - 日野自動車（10,000L）
  - 大型化学車：1台 - 三菱自動車（泡原液1,800L、粉末500kg）
  - 化学消防ポンプ自動車：1台 - 三菱自動車（泡原液500L、水1,500L）
  - 泡原液搬送車：1台 - 三菱自動車（泡原液4,000L）
  - 救助工作車：1台 - 三菱自動車
  - 化学補給車：1台 - 日野自動車
  - 高規格救急自動車：2台 - トヨタ自動車ハイメディック
  - 原動機付自転車：1台 - ヤマハ発動機

- 東部出張所
  - 消防ポンプ自動車：1台 - 日野自動車
  - 水槽付消防ポンプ自動車：1台 - 三菱自動車（1,500L）
  - 高規格救急自動車：1台 - トヨタ自動車
  - 原動機付自転車：1台 - ヤマハ発動機

- 西部出張所
  - 消防ポンプ自動車：1台 - 三菱自動車
  - 水槽付消防ポンプ自動車：1台 - 日野自動車（1,500L）
  - はしご付消防ポンプ自動車：1台 - 日野自動車（15m）
  - 高規格救急自動車：1台 - トヨタ自動車
  - 自動二輪車：1台 - ホンダ

2010年（平成22年）10月25日現在

## 沿革
- 1961年（昭和36年）7月1日 - 蒲郡市消防本部（蒲郡市小江町西港35）を市役所庁舎内に設置する[2]。
- 1961年（昭和36年）11月11日 - 消防本部庁舎（蒲郡市蒲郡町柿田40）が落成する[2]。
- 1961年（昭和36年）12月1日 - 消防本部庁舎内に蒲郡市消防署を設置する[2]。
- 1963年（昭和38年）2月27日 - 日本損害保険協会より消防ポンプ車を1台寄贈を受ける[2]。
- 1963年（昭和38年）5月24日 - 蒲郡ロータリークラブより救急車を1台寄贈を受け、救急業務を開始する[2]。
- 1965年（昭和40年）4月1日 - 住居表示制度実施（町名変更）により蒲郡市旭町7番7号となる[2]。
- 1966年（昭和41年）12月22日 - 西部出張所を開設する[3]。
- 1967年（昭和42年）2月2日 - 屈折はしご付消防車を消防署本署に配備する[3]。
- 1969年（昭和44年）4月30日 - 東三河地区（4市11町3村）消防相互応援協定が締結される[3]。
- 1969年（昭和44年）5月1日 - 蒲郡競艇場より広報車の譲渡を受ける。
- 1969年（昭和44年）5月15日 - 東部出張所を開設する[3]。
- 1969年（昭和44年）8月24日 - 蒲郡市・幸田町消防相互応援協定を締結する。
- 1971年（昭和46年）4月1日 - 蒲郡市消防音楽隊が発足する[3]。
- 1971年（昭和46年）5月1日 - 蒲郡市・岡崎市消防相互応援協定を締結する[3]。
- 1972年（昭和47年）6月20日 - 日本損害保険協会より化学消防ポンプ車1台寄贈を受ける[3]。
- 1973年（昭和48年）7月1日 - 救急車を西部出張所に配備し、救急業務を開始する[4]。
- 1975年（昭和50年）11月1日 - 消防本部・消防署庁舎新築移転（神ノ郷町）[4]。救急車を東部出張所に配備し、救急業務を開始する[4]。
- 1976年（昭和51年）9月30日 - 蒲郡市・幡豆町消防組合消防相互応援協定を締結する[4]。
- 1979年（昭和54年）2月27日 - 大型高所放水車・泡原液搬送車を消防署に配備する[4]。
- 1979年（昭和54年）3月24日 - 望楼勤務が廃止となる[4]。
- 1979年（昭和54年）10月27日 - 日本損害保険協会より救急車1台寄贈を受ける[4]。
- 1979年（昭和54年）12月17日 - 大型化学消防車を配備。（3点セット完備）[4]
- 1982年（昭和57年）8月18日 - 蒲郡市危険物安全協会より指揮官車1台寄贈を受ける[5]。
- 1982年（昭和57年）11月8日 - 愛知県共済生活協同組合より広報車1台寄贈を受ける[5]。
- 1982年（昭和57年）12月14日 - 救助工作車を消防署に配備する[5]。
- 1985年（昭和60年）12月10日 - 屈折はしご付消防ポンプ車1台を更新する（20m級）。
- 1989年（平成元年）3月25日 - 「コンピューター消防緊急情報システム」を導入する[6]。
- 1990年（平成2年）1月31日 - 愛知県共済生活協同組合より救急車1台寄贈を受ける[6]。
- 1993年（平成5年）12月22日 - 高規格救急車を配備する。
- 1994年（平成6年）9月28日 - 日本損害保険協会から小型動力ポンプ付大型水槽車1台寄贈を受ける[6]。
- 1995年（平成7年）7月10日 - FAXによる119番通の受け付けを開始する。
- 1996年（平成8年）2月8日 - 高規格救急車を西部出張所に配備する[7]。
- 1998年（平成10年）3月16日 - 高規格救急車を東部出張所に配備する[7]。
- 2004年（平成16年）2月13日 - 高規格救急車を東部出張所に配備する[7]。
- 2008年（平成20年）2月28日 - 高規格救急車を西部出張所に配備する[8]。
- 2010年（平成22年）4月1日 - 消防本部・消防署庁舎を蒲郡市水竹町下沖田に移転[8]。
- 2012年（平成24年）1月17日 - 高規格救急自動車1台更新、本署に配備する。
- 2012年（平成24年）6月1日 - JA蒲郡市より高規格救急自動車1台寄贈、東部出張所に配備する。
- 2014年（平成26年）1月9日 - 高規格救急自動車1台更新、西部出張所に配備する。
- 2014年（平成26年）2月13日 - 水そう付消防ポンプ自動車1台更新、東部出張所に配備する。
- 2014年（平成26年）2月17日 - 化学消防ポンプ自動車1台更新、本署に配備する。
- 2014年（平成26年）6月25日 - 司令車1台更新、本部に配備する。
- 2015年（平成27年）1月21日 - はしご付消防ポンプ自動車（30ｍ級）1台更新、本署配備、緊急消防援助隊登録。
- 2016年（平成28年）3月1日 - 指揮車1台更新、本署に配備する。
- 2017年（平成29年）2月14日 - 高規格救急自動車1台更新、本署に配備する。緊急消防援助隊登録。
- 2017年（平成29年）2月23日 - 愛知県共済生活協同組合より広報車両1台寄贈、本部に配備する。
- 2017年（平成29年）11月1日 - はしご付消防ポンプ自動車（15ｍ級）1台廃車。
- 2017年（平成29年）12月5日 - 救助工作車1台更新、本署に配備する。
- 2018年（平成30年）1月26日 - 西部出張所2階仮眠室改修工事により消防隊仮眠室を個室化。
- 2019年（平成31年）2月7日 - 高規格救急自動車1台更新、西部出張所に配備する。
- 2019年（令和元年）5月24日 - 東部出張所耐震改修工事開始（令和元年10月31日完了）
- 2020年（令和2年）1月21日 - （公財）日本消防協会より消防団防災学習・災害活動車両1台交付、本部に配備する。
- 2020年（令和2年）2月19日 - 水そう付消防ポンプ自動車1台更新、西部出張所に配備する。緊急消防援助隊登録[9]。